# Psaliodes inundulata
Psaliodes inundulata là một loài bướm đêm trong họ Geometridae.